# José Sánchez Maldonado
José Sánchez Maldonado (Málaga, 1952) es economista y político andaluz. Ocupó la Consejería de Economía de la Junta de Andalucía en el primer Gobierno de Susana Díaz y fue cesado en 2017.

## Biografía
Licenciado y doctor en Economía por la Universidad de Málaga, fue primero profesor titular de su universidad y desde 1995 catedrático de Hacienda Pública y director del Departamento de Hacienda Pública de la Universidad de Málaga.
Como especialista en Hacienda Pública, Sánchez Maldonado ha sido profesor en la Escuela Andaluza de Salud Pública, en el Instituto Andaluz de Administración Pública y en el Instituto de Estudios Fiscales del Ministerio de Hacienda y Administraciones Públicas. Sánchez Maldonado dirige la Revista de Estudios Regionales, editada por las Universidades Públicas de Andalucía, y es autor de numerosas publicaciones y de investigaciones específicas en ámbitos como las balanzas fiscales, la financiación autonómica, el gasto público y las pensiones.
Concejal del Ayuntamiento de Málaga en el período 1999-2003, lo fue de nuevo entre 2011 y 2012. Entre octubre de 2012 y junio de este año desempeñó el cargo de presidente de la Autoridad Portuaria de Málaga. Anteriormente fue miembro del Consejo Económico y Social de Andalucía, dentro del cupo de expertos designados por el Gobierno andaluz.
Su trayectoria profesional e investigadora ha sido reconocida con el Premio Andalucía de Economía y Hacienda Autonómica en las modalidades de Trabajos de Investigación (1991) y de Personalidades (1999).